# Hayden Foxe
Hayden Foxe (* 23. červen 1977) je bývalý australský fotbalový obránce a reprezentant.

## Reprezentace
Hayden Foxe odehrál 11 reprezentačních utkání. S australskou reprezentací se zúčastnil Konfederačního poháru FIFA 2001.

## Statistiky
| Austrálie | Austrálie | Austrálie |
| Roky      | Záp.      | Góly      |
| --------- | --------- | --------- |
| 1998      | 1         | 0         |
| 1999      | 0         | 0         |
| 2000      | 4         | 0         |
| 2001      | 5         | 2         |
| 2002      | 0         | 0         |
| 2003      | 1         | 0         |
| Celkem    | 11        | 2         |